# 小行星11688
小行星11688（11688 Amandugan）是一颗绕太阳运转的小行星，为主小行星带小行星。该小行星于1998年3月20日发现。

## 轨道参数
小行星11688的轨道半长轴为2.3032403 UA，离心率为0.037。